# Stipendija
Stipendija (lat. stipendium: vojnička plaća) jest novčana potpora za bilo koji vid obrazovanja ili usavršavanja, najčešće za uplatu školarine.
Obično je dodjeljuju u tu namjenu ustrojene zaklade ili dobrotvorna društva, ponajviše za nadarene i učenike slabijega imovinskoga stanja. Postoje i državne i javne stipendije (koje dodijeljuju jedinice mjesne samouprave ili ustanove), a dodijeljuju ih i tvrtke, često radi usavršavanja sadašnjih ili za poticaj budućim zaposlenicima. 
Uz osnovno- i srednjoškolske te sveučilišne, dodijeljuju se i umjetničke i športske stipendije. Sustav stipendiranja čest je u sustavu glazbene (glazbene škole, konzervatoriji, akademije) i likovne naobrazbe. Državni olimpijski odbori, športski uredi i športski savezi često dodijeljuju stipendije uspješnim športašima, reprezentativcima te nadarenim športašima.
Stipendije se dodijeljuju i učenicima s invalidnostima, kao poticaj i pomoć u obrazovanju.